# Torneo Apertura 2012 Liga Premier de Ascenso
El Torneo Apertura 2012 de la Liga Premier de Ascenso fue el 31° torneo corto que cerró la LXIV temporada de la Segunda División. Contó con la participación de 32 equipos, al término del Torneo Clausura 2013 sí hubo descenso a la Liga de Nuevos Talentos. El campeón de este torneo, Murciélagos FC, se enfrentó al campeón del Torneo Clausura 2013, Ballenas Galeana, en la final por el ascenso.

## Sistema de competición
El sistema de competición de este torneo es el mismo del Torneo Apertura 2013. Este se desarrolla en dos fases:
- Fase de calificación: que se integra por las 15 jornadas del torneo.
- Fase final: que se integra por los partidos de ida y vuelta en rondas de cuartos de final, de semifinal y final.

### Fase de calificación
En la fase de calificación se observará el sistema de puntos. La ubicación en la tabla general está sujeta a lo siguiente:
En la fase de calificación se observará el sistema de puntos, apareciendo en los calendarios de juego 
primero el nombre del club local seguido del nombre del club visitante. 
La ubicación en las Tablas de Clasificación por Grupo estará sujeta al número de puntos obtenidos en 
cada partido de acuerdo al resultado. 
- Por juego ganado: 3 puntos
  - Si el equipo visitante gana el juego por diferencia de dos goles, se le otorgará 1 punto adicional. Aplica únicamente para partidos jugados; no aplica para partidos ganados por motivo de resolución.

- Por juego empatado: 1 punto
  - Tratándondose de empates a dos o más goles, será obligatoria la participación de los Equipos participantes en una serie de tiros penales, conforme al criterio establecido en el Artículo 31 del presente Reglamento; otorgándosele 1 punto adicional al Equipo que resulte ganador de dicha serie.

- Por juego perdido: 0 puntos

En esta fase participan los 31 clubes de la Liga Premier de Ascenso jugando en cada grupo todos contra todos durante las jornadas respectivas, a un solo partido.
El orden de los clubes al final de la fase de calificación del Torneo corresponderá a la suma de los puntos obtenidos por cada uno de ellos y se presentará en forma descendente. Si al finalizar las 15 jornadas del Torneo, dos o más clubes estuviesen empatados en puntos, su posición en la Tabla general será determinada atendiendo a los siguientes criterios de desempate:
1. Mejor diferencia entre los goles anotados y recibidos.
2. Mayor número de goles anotados.
3. Marcadores particulares entre los clubes empatados.
4. Mayor número de goles anotados como visitante.
5. Mejor ubicado en la tabla general de cociente.
6. Tabla Fair Play.
7. Sorteo.

Para determinar los lugares que ocuparán los clubes que participen en la fase final del torneo se tomará como base la tabla general de clasificación.
Participan automáticamente por el título de Campeón de la Liga Premier de Ascenso los primeros 4 lugares de cada grupo (8 en total), los siguientes 4 de cada grupo participarán en el Torneo de Copa de la Liga Premier de Ascenso.

### Fase final
Los ocho clubes calificados para esta fase del torneo serán reubicados de acuerdo con el lugar que ocupen en la tabla general al término de la jornada 15, con el puesto del número uno al club mejor clasificado, y así hasta el # 8. Los partidos a esta fase se desarrollarán a visita, en las siguientes etapas:
- Cuartos de final
- Semifinales
- Final

Los clubes vencedores en los partidos de cuartos de final y semifinal serán aquellos que en los dos juegos anoten el mayor número de goles. De existir empate en el número de goles anotados, la posición se definirá a favor del club con mayor cantidad de goles a favor cuando actúe como visitante.
Si una vez aplicado el criterio anterior los clubes siguieran empatados, se observará la posición de los Clubes en la Tabla general de clasificación.
Los partidos correspondientes a la Fase final se jugarán obligatoriamente los días miércoles y sábado, y jueves y domingo eligiendo, en su caso, exclusivamente en forma descendente, los cuatro Clubes mejor clasificados en la Tabla general al término de la jornada 15, el día y horario de su partido como local. Los siguientes cuatro Clubes podrán elegir únicamente el horario.
El Club vencedor de la Final y por lo tanto Campeón, será aquel que en los dos partidos anote el mayor número de goles. Si al término del tiempo reglamentario el partido está empatado, se agregarán dos tiempos extras de 15 minutos cada uno. De persistir el empate en estos periodos, se procederá a lanzar tiros penales hasta que resulte un vencedor.
Los partidos de Cuartos de final se jugarán de la siguiente manera:
En las Semifinales participarán los cuatro Clubes vencedores de Cuartos de final, reubicándolos del uno al cuatro, de acuerdo a su mejor posición en la Tabla general de clasificación al término de la jornada 15 del torneo correspondiente, enfrentándose:
Disputarán el título de Campeón de los Torneos de Apertura 2013 y Clausura 2014, los dos clubes vencedores de la fase semifinal correspondiente, reubicándolos del uno al dos, de acuerdo a su mejor posición en la Tabla general de clasificación al término de las jornadas de cada torneo.

## Equipos participantes

### Grupo 1
| - 1 Águilas Reales de Zacatecas - 2 Bravos de Nuevo Laredo - 3 Cachorros U. de G. - 4 Club Deportivo De Los Altos - 5 Chivas Rayadas - 6 Deportivo Tepic FC - 7 Estudiantes Tecos B - 8 FC Excélsior |  | - 9 Loros de la Universidad de Colima - 10 Murciélagos FC - 11 Reynosa FC - 12 Dorados de la Universidad Autónoma de Chihuahua - 13 Real Saltillo Soccer - 14 Universidad Autónoma de Ciudad Juárez - 15 Universidad Autónoma de Tamaulipas. - 16 Vaqueros Ameca |

#### Información de los equipos participantes
| Equipo                            | Ciudad                       | Estadio                              |
| --------------------------------- | ---------------------------- | ------------------------------------ |
| Águilas Reales de Zacatecas       | Zacatecas, Zacatecas         | Francisco Villa                      |
| Bravos de Nuevo Laredo            | Nuevo Laredo, Tamaulipas     | Unidad Deportiva Benito Juárez       |
| Cachorros de la U. de G.          | Zapopan, Jalisco             | Club Deportivo U. de G. La Primavera |
| Chivas Rayadas                    | Zapopan, Jalisco             | Verde Valle                          |
| Club Deportivo de Los Altos       | Yahualica, Jalisco           | Las Ánimas                           |
| Deportivo Tepic                   | Tepic, Nayarit               | Arena Cora                           |
| Estudiantes Tecos "B"             | Zapopan, Jalisco             | Tres de Marzo                        |
| F.C. Excélsior                    | Salinas Victoria, Nuevo León | Centro Deportivo Soriana             |
| Loros de la Universidad de Colima | Colima, Colima               | Olímpico Universitario de Colima     |
| Murciélagos F.C.                  | Guamúchil, Sinaloa           | Coloso del Dique                     |
| Real Saltillo Soccer              | Saltillo, Coahuila           | Olímpico Francisco I. Madero         |
| Reynosa F.C.                      | Reynosa, Tamaulipas          | Adolfo López Mateos                  |
| Dorados UACH                      | Chihuahua, Chihuahua         | Olímpico UACH                        |
| Indios UACJ                       | Ciudad Juárez, Chihuahua     | Olímpico Benito Juárez               |
| Correcaminos UAT "B"              | Ciudad Victoria, Tamaulipas  | Eugenio Alvizo Porras                |
| Vaqueros de Ameca                 | Ameca, Jalisco               | Núcleo Deportivo y de Espectáculos   |

### Grupo 2
| - 1 Atlas B - 2 Ballenas Galeana - 3 Albinegros de Orizaba - 4 Cruz Azul Jasso - 5 CF Delfines del Carmen - 6 Inter Playa del Carmen - 7 Querétaro B |  | - 8 Ocelotes UNACH - 9 Patriotas de Córdoba - 10 Promesas de Altamira - 11 Real Cuautitlán - 12 Tampico Madero - 13 Veracruz B - 14 Potros de la Universidad Autónoma del Estado de México - 15 Unión de Curtidores |

#### Información de los equipos participantes
| Equipo                          | Ciudad                                | Estadio                               |
| ------------------------------- | ------------------------------------- | ------------------------------------- |
| Atlas "B"                       | Zapopan, Jalisco                      | Club Atlas Colomos                    |
| Albinegros de Orizaba           | Orizaba, Veracruz                     | Socum                                 |
| Ballenas Galeana Morelos        | Xochitepec, Morelos                   | Mariano Matamoros                     |
| Cruz Azul Jasso                 | Ciudad Cooperativa Cruz Azul, Hidalgo | 10 de diciembre                       |
| Cuautitlán                      | Cuautitlán, Estado de México          | Alberto Pérez Navarro                 |
| Delfines del Carmen             | Ciudad del Carmen, Campeche           | Unidad Deportiva UNACAR Campus II     |
| Inter Playa del Carmen          | Playa del Carmen, Quintana Roo        | Mario Villanueva Madrid               |
| Ocelotes UNACH                  | Tapachula, Chiapas                    | Olímpico de Tapachula                 |
| Patriotas de Córdoba            | Córdoba, Veracruz                     | Rafael Murillo Vidal                  |
| Promesas de Altamira            | Altamira, Tamaulipas                  | Altamira                              |
| Querétaro F.C. "B"              | Santiago de Querétaro, Querétaro      | Corregidora / U.D. La Cañada          |
| Real Cuautitlán                 | Cuautitlán, Estado de México          | Los Pinos                             |
| Tampico Madero                  | Tampico Madero, Tamaulipas            | Tamaulipas                            |
| Tiburones Rojos de Veracruz "B" | Boca del Río, Veracruz                | Luis "Pirata" Fuente                  |
| Potros UAEM                     | Toluca, Estado de México              | Universitario Alberto "Chivo" Córdoba |
| Unión de Curtidores             | León, Guanajuato                      | Complejo Andrómeda                    |

## Grupos

### Grupo 1
| Pos. | Equipo                            | Pts. | PJ | G  | E | P  | GF | GC | Dif. | Clasificación       |
| ---- | --------------------------------- | ---- | -- | -- | - | -- | -- | -- | ---- | ------------------- |
| 1    | Deportivo Tepic                   | 37   | 15 | 10 | 4 | 1  | 34 | 16 | +18  | Liguilla de ascenso |
| 2    | Chivas Rayadas                    | 34   | 15 | 10 | 1 | 4  | 40 | 18 | +22  | Liguilla de ascenso |
| 3    | Murciélagos (C)                   | 30   | 15 | 7  | 6 | 2  | 26 | 14 | +12  | Liguilla de ascenso |
| 4    | Dorados UACH                      | 28   | 15 | 7  | 5 | 3  | 26 | 16 | +10  | Liguilla de ascenso |
| 5    | Loros de la Universidad de Colima | 28   | 15 | 8  | 3 | 4  | 35 | 29 | +6   | Liguilla de ascenso |
| 6    | Cachorros de la U. de G.          | 27   | 15 | 8  | 3 | 4  | 25 | 19 | +6   | Liguilla de ascenso |
| 7    | Bravos de Nuevo Laredo            | 23   | 15 | 6  | 4 | 5  | 22 | 17 | +5   | Liguilla de ascenso |
| 8    | Reynosa F.C.                      | 23   | 15 | 5  | 6 | 4  | 33 | 32 | +1   | Liguilla de ascenso |
| 9    | Correcaminos de la UAT "B"        | 23   | 15 | 5  | 6 | 4  | 23 | 22 | +1   |                     |
| 10   | Deportivo de los Altos            | 22   | 15 | 4  | 7 | 4  | 34 | 24 | +10  |                     |
| 11   | Águilas Reales de Zacatecas       | 19   | 15 | 3  | 6 | 6  | 18 | 30 | −12  |                     |
| 12   | Estudiantes Tecos "B"             | 17   | 15 | 5  | 2 | 8  | 23 | 27 | −4   |                     |
| 13   | Indios UACJ                       | 14   | 15 | 2  | 6 | 7  | 13 | 23 | −10  |                     |
| 14   | Vaqueros de Ixtlán                | 13   | 15 | 3  | 3 | 9  | 13 | 28 | −15  |                     |
| 15   | Real Saltillo Soccer              | 9    | 15 | 2  | 3 | 10 | 22 | 38 | −16  |                     |
| 16   | F.C. Excélsior                    | 7    | 15 | 2  | 1 | 12 | 8  | 42 | −34  |                     |

 Fuente: Segunda División FMF

### Grupo 2
| Pos. | Equipo                   | Pts. | PJ | G | E | P  | GF | GC | Dif. | Clasificación       |
| ---- | ------------------------ | ---- | -- | - | - | -- | -- | -- | ---- | ------------------- |
| 1    | Cuautitlán               | 30   | 15 | 8 | 3 | 4  | 26 | 15 | +11  | Liguilla de ascenso |
| 2    | Potros UAEM              | 29   | 15 | 9 | 1 | 5  | 26 | 19 | +7   | Liguilla de ascenso |
| 3    | Ballenas Galeana Morelos | 29   | 15 | 7 | 4 | 4  | 22 | 18 | +4   | Liguilla de ascenso |
| 4    | Atlas "B"                | 28   | 15 | 9 | 1 | 5  | 32 | 21 | +11  | Liguilla de ascenso |
| 5    | Real Cuautitlán          | 28   | 15 | 7 | 5 | 3  | 25 | 21 | +4   | Liguilla de ascenso |
| 6    | Unión de Curtidores      | 27   | 15 | 8 | 1 | 6  | 19 | 13 | +6   | Liguilla de ascenso |
| 7    | Ocelotes UNACH           | 22   | 15 | 6 | 3 | 6  | 25 | 23 | +2   | Liguilla de ascenso |
| 8    | Tampico Madero           | 22   | 15 | 5 | 5 | 5  | 25 | 28 | −3   | Liguilla de ascenso |
| 9    | Patriotas de Córdoba     | 21   | 15 | 6 | 3 | 6  | 22 | 18 | +4   |                     |
| 10   | Cruz Azul Jasso          | 21   | 15 | 5 | 4 | 6  | 27 | 24 | +3   |                     |
| 11   | Querétaro F.C. "B"       | 21   | 15 | 6 | 2 | 7  | 16 | 22 | −6   |                     |
| 12   | Delfines del Carmen      | 20   | 15 | 5 | 5 | 5  | 15 | 13 | +2   |                     |
| 13   | Inter Playa del Carmen   | 18   | 15 | 5 | 3 | 7  | 18 | 23 | −5   |                     |
| 14   | Tiburones Rojos "B"      | 17   | 15 | 4 | 4 | 7  | 21 | 23 | −2   |                     |
| 15   | Orizaba                  | 14   | 15 | 3 | 4 | 8  | 17 | 34 | −17  |                     |
| 16   | Promesas de Altamira     | 8    | 15 | 1 | 4 | 10 | 9  | 30 | −21  |                     |

 Fuente: Segunda División FMF

## Tabla general
| Pos. | Equipo                            | Pts. | PJ | G  | E | P  | GF | GC | Dif. | Clasificación       |
| ---- | --------------------------------- | ---- | -- | -- | - | -- | -- | -- | ---- | ------------------- |
| 1    | Deportivo Tepic                   | 37   | 15 | 10 | 4 | 1  | 34 | 16 | +18  | Liguilla de ascenso |
| 2    | Chivas Rayadas                    | 34   | 15 | 10 | 1 | 4  | 40 | 18 | +22  | Liguilla de ascenso |
| 3    | Murciélagos (C)                   | 30   | 15 | 7  | 6 | 2  | 26 | 14 | +12  | Liguilla de ascenso |
| 4    | Cuautitlán                        | 30   | 15 | 8  | 3 | 4  | 26 | 15 | +11  | Liguilla de ascenso |
| 5    | Potros UAEM                       | 29   | 15 | 9  | 1 | 5  | 26 | 19 | +7   | Liguilla de ascenso |
| 6    | Ballenas Galeana Morelos          | 29   | 15 | 7  | 4 | 4  | 22 | 18 | +4   | Liguilla de ascenso |
| 7    | Atlas "B"                         | 28   | 15 | 9  | 1 | 5  | 32 | 21 | +11  | Liguilla de ascenso |
| 8    | Dorados UACH                      | 28   | 15 | 7  | 5 | 3  | 26 | 16 | +10  | Liguilla de ascenso |
| 9    | Loros de la Universidad de Colima | 28   | 15 | 8  | 3 | 4  | 35 | 29 | +6   | Liguilla de ascenso |
| 10   | Real Cuautitlán                   | 28   | 15 | 7  | 5 | 3  | 25 | 21 | +4   | Liguilla de ascenso |
| 11   | Cachorros de la U. de G.          | 27   | 15 | 8  | 3 | 4  | 25 | 19 | +6   | Liguilla de ascenso |
| 12   | Unión de Curtidores               | 27   | 15 | 8  | 1 | 6  | 19 | 13 | +6   | Liguilla de ascenso |
| 13   | Bravos de Nuevo Laredo            | 23   | 15 | 6  | 4 | 5  | 22 | 17 | +5   | Liguilla de ascenso |
| 14   | Reynosa F.C.                      | 23   | 15 | 5  | 6 | 4  | 33 | 32 | +1   | Liguilla de ascenso |
| 15   | Correcaminos de la UAT "B"        | 23   | 15 | 5  | 6 | 4  | 23 | 22 | +1   |                     |
| 16   | Deportivo de los Altos            | 22   | 15 | 4  | 7 | 4  | 34 | 24 | +10  |                     |
| 17   | Ocelotes UNACH                    | 22   | 15 | 6  | 3 | 6  | 25 | 23 | +2   | Liguilla de ascenso |
| 18   | Tampico Madero                    | 22   | 15 | 5  | 5 | 5  | 25 | 28 | −3   | Liguilla de ascenso |
| 19   | Patriotas de Córdoba              | 21   | 15 | 6  | 3 | 6  | 22 | 18 | +4   |                     |
| 20   | Cruz Azul Jasso                   | 21   | 15 | 5  | 4 | 6  | 27 | 24 | +3   |                     |
| 21   | Querétaro F.C. "B"                | 21   | 15 | 6  | 2 | 7  | 16 | 22 | −6   |                     |
| 22   | Delfines del Carmen               | 20   | 15 | 5  | 5 | 5  | 15 | 13 | +2   |                     |
| 23   | Águilas Reales de Zacatecas       | 19   | 15 | 3  | 6 | 6  | 18 | 30 | −12  |                     |
| 24   | Inter Playa del Carmen            | 18   | 15 | 5  | 3 | 7  | 18 | 23 | −5   |                     |
| 25   | Tiburones Rojos "B"               | 17   | 15 | 4  | 4 | 7  | 21 | 23 | −2   |                     |
| 26   | Estudiantes Tecos "B"             | 17   | 15 | 5  | 2 | 8  | 23 | 27 | −4   |                     |
| 27   | Indios UACJ                       | 14   | 15 | 2  | 6 | 7  | 13 | 23 | −10  |                     |
| 28   | Orizaba                           | 14   | 15 | 3  | 4 | 8  | 17 | 34 | −17  |                     |
| 29   | Vaqueros de Ixtlán                | 13   | 15 | 3  | 3 | 9  | 13 | 28 | −15  |                     |
| 30   | Real Saltillo Soccer              | 9    | 15 | 2  | 3 | 10 | 22 | 38 | −16  |                     |
| 31   | Promesas de Altamira              | 8    | 15 | 1  | 4 | 10 | 9  | 30 | −21  |                     |
| 32   | F.C. Excélsior                    | 7    | 15 | 2  | 1 | 12 | 8  | 42 | −34  |                     |

 Fuente: Segunda División FMF

## Torneo regular
| Jornada 1              | Jornada 1 | Jornada 1             | Jornada 1                                | Jornada 1       | Jornada 1 | Jornada 1 | Jornada 1 | Jornada 1 | Jornada 1 | Jornada 1 |
| Grupo A                | Grupo A   | Grupo A               | Grupo A                                  | Grupo A         | Grupo A   | Grupo A   | Grupo A   | Grupo A   | Grupo A   | Grupo A   |
| Local                  | Resultado | Visitante             | Estadio                                  | Fecha           | Hora      |           |           |           |           |           |
| ---------------------- | --------- | --------------------- | ---------------------------------------- | --------------- | --------- | --------- | --------- | --------- | --------- | --------- |
| Vaqueros Ameca         | 1 - 0     | FC Excélsior          | Núcleo Deportivo y de Espectáculos Ameca | 17 de agosto    | 20:00     |           |           |           |           |           |
| Correcaminos UAT "B"   | 1 - 1     | Murciélagos FC        | Eugenio Alvizo Porras                    | 18 de agosto    | 11:00     |           |           |           |           |           |
| Loros de Colima        | 4 - 1     | Cachorros U. de G.    | Olímpico Universitario de Colima         | 18 de agosto    | 16:00     |           |           |           |           |           |
| Indios UACJ            | 1 - 3     | Deportivo Tepic       | Olímpico Benito Juárez                   | 18 de agosto    | 17:00     |           |           |           |           |           |
| Real Saltillo Soccer   | 5 - 2     | Estudiantes Tecos "B" | Olímpico Francisco I. Madero             | 18 de agosto    | 17:00     |           |           |           |           |           |
| Águilas Reales         | 3 - 3     | Reynosa FC            | Francisco Villa                          | 18 de agosto    | 17:00     |           |           |           |           |           |
| Deportivo de Los Altos | 2 - 2     | Dorados UACH          | Las Ánimas                               | 18 de agosto    | 18:00     |           |           |           |           |           |
| Bravos de Nuevo Laredo | 1 - 0     | Chivas Rayadas        | Unidad Deportiva Benito Juárez           | 4 de septiembre | 19:00     |           |           |           |           |           |
| Grupo B                |           |                       |                                          |                 |           |           |           |           |           |           |
| Local                  | Resultado | Visitante             | Estadio                                  | Fecha           | Hora      |           |           |           |           |           |
| Querétaro FC "B"       | 1 - 2     | Cruz Azul Jasso       | U.D. La Cañada                           | 17 de agosto    | 16:00     |           |           |           |           |           |
| Real Cuautitlán        | 2 - 0     | Promesas Altamira     | Los Pinos                                | 18 de agosto    | 16:00     |           |           |           |           |           |
| Patriotas de Córdoba   | 5 - 1     | Orizaba               | Rafael Murillo Vidal                     | 18 de agosto    | 16:00     |           |           |           |           |           |
| Ocelotes UNACH         | 3 - 1     | Cuautitlán            | Olímpico de Tapachula                    | 18 de agosto    | 16:00     |           |           |           |           |           |
| Ballenas Galeana       | 3 - 1     | Delfines del Carmen   | Mariano Matamoros                        | 18 de agosto    | 16:30     |           |           |           |           |           |
| Tampico Madero         | 2 - 1     | Unión de Curtidores   | Tamaulipas                               | 18 de agosto    | 19:00     |           |           |           |           |           |
| Atlas "B"              | 4 - 2     | Potros UAEM           | Atlas Colomos                            | 19 de agosto    | 16:00     |           |           |           |           |           |
| Veracruz "B"           | 1 - 1     | Inter Playa           | Luis "Pirata" Fuente                     | 19 de agosto    | 17:00     |           |           |           |           |           |

| Jornada 2              | Jornada 2 | Jornada 2              | Jornada 2                        | Jornada 2    | Jornada 2 | Jornada 2 | Jornada 2 | Jornada 2 | Jornada 2 | Jornada 2 |
| Grupo A                | Grupo A   | Grupo A                | Grupo A                          | Grupo A      | Grupo A   | Grupo A   | Grupo A   | Grupo A   | Grupo A   | Grupo A   |
| Local                  | Resultado | Visitante              | Estadio                          | Fecha        | Hora      |           |           |           |           |           |
| ---------------------- | --------- | ---------------------- | -------------------------------- | ------------ | --------- | --------- | --------- | --------- | --------- | --------- |
| Dorados UACH           | 2 - 0     | Correcaminos UAT "B"   | Olímpico UACH                    | 24 de agosto | 19:00     |           |           |           |           |           |
| Bravos de Nuevo Laredo | 2 - 2     | Águilas Reales         | Unidad Deportiva Benito Juárez   | 24 de agosto | 19:00     |           |           |           |           |           |
| Murciélagos FC         | 1 - 1     | Indios UACJ            | Coloso del Dique                 | 24 de agosto | 20:30     |           |           |           |           |           |
| Estudiantes Tecos "B"  | 2 - 2     | Deportivo de Los Altos | Tres de Marzo                    | 25 de agosto | 11:00     |           |           |           |           |           |
| FC Excélsior           | 0 - 5     | Chivas Rayadas         | Centro Deportivo Soriana         | 25 de agosto | 11:00     |           |           |           |           |           |
| Cachorros U. de G.     | 3 - 0     | Vaqueros Ameca         | Jalisco                          | 25 de agosto | 12:00     |           |           |           |           |           |
| Loros de Colima        | 2 - 3     | Deportivo Tepic        | Olímpico Universitario de Colima | 25 de agosto | 16:00     |           |           |           |           |           |
| Reynosa FC             | 2 - 2     | Real Saltillo Soccer   | Adolfo López Mateos              | 25 de agosto | 19:00     |           |           |           |           |           |
| Grupo B                |           |                        |                                  |              |           |           |           |           |           |           |
| Local                  | Resultado | Visitante              | Estadio                          | Fecha        | Hora      |           |           |           |           |           |
| Cuautitlán             | 2 - 1     | Patriotas de Córdoba   | Alberto Pérez Navarro            | 24 de agosto | 12:00     |           |           |           |           |           |
| Promesas Altamira      | 1 - 4     | Veracruz "B"           | Altamira                         | 25 de agosto | 11:00     |           |           |           |           |           |
| Cruz Azul Jasso        | 0 - 1     | Atlas "B"              | 10 de diciembre                  | 25 de agosto | 11:00     |           |           |           |           |           |
| Potros UAEM            | 2 - 1     | Ocelotes UNACH         | Alberto "Chivo" Córdoba          | 25 de agosto | 12:00     |           |           |           |           |           |
| Unión de Curtidores    | 1 - 3     | Querétaro FC "B"       | C. Deportivo Andrómeda           | 25 de agosto | 16:00     |           |           |           |           |           |
| Inter Playa            | 1 - 1     | Tampico Madero         | Mario Villanueva Madrid          | 25 de agosto | 16:00     |           |           |           |           |           |
| Real Cuautitlán        | 1 - 1     | Delfines del Carmen    | Los Pinos                        | 25 de agosto | 16:00     |           |           |           |           |           |
| Orizaba                | 0 - 1     | Ballenas Galeana       | Socum                            | 25 de agosto | 16:00     |           |           |           |           |           |

| Jornada 3              | Jornada 3 | Jornada 3              | Jornada 3                                | Jornada 3       | Jornada 3 | Jornada 3 | Jornada 3 | Jornada 3 | Jornada 3 | Jornada 3 |
| Grupo A                | Grupo A   | Grupo A                | Grupo A                                  | Grupo A         | Grupo A   | Grupo A   | Grupo A   | Grupo A   | Grupo A   | Grupo A   |
| Local                  | Resultado | Visitante              | Estadio                                  | Fecha           | Hora      |           |           |           |           |           |
| ---------------------- | --------- | ---------------------- | ---------------------------------------- | --------------- | --------- | --------- | --------- | --------- | --------- | --------- |
| Vaqueros Ameca         | 1 - 3     | Chivas Rayadas         | Núcleo Deportivo y de Espectáculos Ameca | 31 de agosto    | 20:00     |           |           |           |           |           |
| Correcaminos UAT "B"   | 1 - 0     | Estudiantes Tecos "B"  | Eugenio Alvizo Porras                    | 1 de septiembre | 11:00     |           |           |           |           |           |
| Cachorros U. de G.     | 0 - 0     | Deportivo Tepic        | Jalisco                                  | 1 de septiembre | 12:00     |           |           |           |           |           |
| Loros de Colima        | 3 - 1     | Murciélagos FC         | Olímpico Universitario de Colima         | 1 de septiembre | 16:00     |           |           |           |           |           |
| Indios UACJ            | 1 - 1     | Dorados UACH           | Olímpico Benito Juárez                   | 1 de septiembre | 17:00     |           |           |           |           |           |
| Real Saltillo Soccer   | 1 - 1     | Bravos de Nuevo Laredo | Olímpico Francisco I. Madero             | 1 de septiembre | 17:00     |           |           |           |           |           |
| Águilas Reales         | 2 - 0     | FC Excélsior           | Francisco Villa                          | 1 de septiembre | 17:00     |           |           |           |           |           |
| Deportivo de Los Altos | 4 - 0     | Reynosa FC             | Las Ánimas                               | 1 de septiembre | 18:00     |           |           |           |           |           |
| Grupo B                |           |                        |                                          |                 |           |           |           |           |           |           |
| Local                  | Resultado | Visitante              | Estadio                                  | Fecha           | Hora      |           |           |           |           |           |
| Querétaro FC "B"       | 1 - 0     | Atlas "B"              | U.D. La Cañada                           | 31 de agosto    | 16:00     |           |           |           |           |           |
| Real Cuautitlán        | 2 - 2     | Orizaba                | Los Pinos                                | 1 de septiembre | 16:00     |           |           |           |           |           |
| Unión de Curtidores    | 0 - 1     | Inter Playa            | C. Deportivo Andrómeda                   | 1 de septiembre | 16:00     |           |           |           |           |           |
| Patriotas de Córdoba   | 1 - 0     | Potros UAEM            | Rafael Murillo Vidal                     | 1 de septiembre | 16:00     |           |           |           |           |           |
| Ocelotes UNACH         | 1 - 0     | Cruz Azul Jasso        | Olímpico de Tapachula                    | 1 de septiembre | 16:00     |           |           |           |           |           |
| Ballenas Galeana       | 1 - 0     | Cuautitlán             | Mariano Matamoros                        | 1 de septiembre | 16:30     |           |           |           |           |           |
| Tampico Madero         | 1 - 1     | Promesas Altamira      | Tamaulipas                               | 1 de septiembre | 19:00     |           |           |           |           |           |
| Veracruz "B"           | 1 - 2     | Delfines del Carmen    | Luis "Pirata" Fuente                     | 2 de septiembre | 17:00     |           |           |           |           |           |

| Jornada 4              | Jornada 4 | Jornada 4              | Jornada 4                         | Jornada 4       | Jornada 4 | Jornada 4 | Jornada 4 | Jornada 4 | Jornada 4 | Jornada 4 |
| Grupo A                | Grupo A   | Grupo A                | Grupo A                           | Grupo A         | Grupo A   | Grupo A   | Grupo A   | Grupo A   | Grupo A   | Grupo A   |
| Local                  | Resultado | Visitante              | Estadio                           | Fecha           | Hora      |           |           |           |           |           |
| ---------------------- | --------- | ---------------------- | --------------------------------- | --------------- | --------- | --------- | --------- | --------- | --------- | --------- |
| Chivas Rayadas         | 5 - 0     | Águilas Reales         | Verde Valle                       | 7 de septiembre | 12:00     |           |           |           |           |           |
| Dorados UACH           | 4 - 0     | Loros de Colima        | Olímpico UACH                     | 7 de septiembre | 19:00     |           |           |           |           |           |
| Bravos de Nuevo Laredo | 4 - 2     | Deportivo de Los Altos | Unidad Deportiva Benito Juárez    | 7 de septiembre | 19:00     |           |           |           |           |           |
| Murciélagos FC         | 2 - 1     | Cachorros U. de G.     | Coloso del Dique                  | 7 de septiembre | 20:05     |           |           |           |           |           |
| Deportivo Tepic        | 4 - 1     | Vaqueros Ameca         | Arena Cora                        | 7 de septiembre | 20:30     |           |           |           |           |           |
| Estudiantes Tecos "B"  | 1 - 0     | Indios UACJ            | Cancha Jorge Campos UAG           | 8 de septiembre | 11:00     |           |           |           |           |           |
| FC Excélsior           | 2 - 0     | Real Saltillo Soccer   | Centro Deportivo Soriana          | 8 de septiembre | 11:00     |           |           |           |           |           |
| Reynosa FC             | 4 - 1     | Correcaminos UAT "B"   | Adolfo López Mateos               | 8 de septiembre | 19:00     |           |           |           |           |           |
| Grupo B                |           |                        |                                   |                 |           |           |           |           |           |           |
| Local                  | Resultado | Visitante              | Estadio                           | Fecha           | Hora      |           |           |           |           |           |
| Promesas Altamira      | 0 - 1     | Unión de Curtidores    | Altamira                          | 8 de septiembre | 11:00     |           |           |           |           |           |
| Cruz Azul Jasso        | 4 - 1     | Patriotas de Córdoba   | 10 de diciembre                   | 8 de septiembre | 11:00     |           |           |           |           |           |
| Cuautitlán             | 0 - 1     | Real Cuautitlán        | Alberto Pérez Navarro             | 8 de septiembre | 12:00     |           |           |           |           |           |
| Potros UAEM            | 0 - 2     | Ballenas Galeana       | Alberto "Chivo" Córdoba           | 8 de septiembre | 12:00     |           |           |           |           |           |
| Inter Playa            | 2 - 0     | Querétaro FC "B"       | Mario Villanueva Madrid           | 8 de septiembre | 16:00     |           |           |           |           |           |
| Delfines del Carmen    | 0 - 2     | Tampico Madero         | Unidad Deportiva UNACAR Campus II | 8 de septiembre | 16:00     |           |           |           |           |           |
| Orizaba                | 1 - 1     | Veracruz "B"           | Socum                             | 8 de septiembre | 16:00     |           |           |           |           |           |
| Atlas "B"              | 2 - 1     | Ocelotes UNACH         | Atlas Colomos                     | 9 de septiembre | 16:00     |           |           |           |           |           |

| Jornada 5              | Jornada 5 | Jornada 5              | Jornada 5                                | Jornada 5        | Jornada 5 | Jornada 5 | Jornada 5 | Jornada 5 | Jornada 5 | Jornada 5 |
| Grupo A                | Grupo A   | Grupo A                | Grupo A                                  | Grupo A          | Grupo A   | Grupo A   | Grupo A   | Grupo A   | Grupo A   | Grupo A   |
| Local                  | Resultado | Visitante              | Estadio                                  | Fecha            | Hora      |           |           |           |           |           |
| ---------------------- | --------- | ---------------------- | ---------------------------------------- | ---------------- | --------- | --------- | --------- | --------- | --------- | --------- |
| Vaqueros Ameca         | 0 - 1     | Águilas Reales         | Núcleo Deportivo y de Espectáculos Ameca | 14 de septiembre | 20:00     |           |           |           |           |           |
| Deportivo Tepic        | 1 - 1     | Murciélagos FC         | Arena Cora                               | 14 de septiembre | 20:30     |           |           |           |           |           |
| Correcaminos UAT "B"   | 1 - 0     | Bravos de Nuevo Laredo | Eugenio Alvizo Porras                    | 15 de septiembre | 11:00     |           |           |           |           |           |
| Cachorros U. de G.     | 3 - 2     | Dorados UACH           | Jalisco                                  | 15 de septiembre | 11:00     |           |           |           |           |           |
| Loros de Colima        | 3 - 1     | Estudiantes Tecos "B"  | Olímpico Universitario de Colima         | 15 de septiembre | 16:00     |           |           |           |           |           |
| Real Saltillo Soccer   | 2 - 6     | Chivas Rayadas         | Olímpico Francisco I. Madero             | 15 de septiembre | 17:00     |           |           |           |           |           |
| Deportivo de Los Altos | 4 - 0     | FC Excélsior           | Las Ánimas                               | 15 de septiembre | 17:30     |           |           |           |           |           |
| Indios UACJ            | 3 - 2     | Reynosa FC             | Olímpico Benito Juárez                   | 16 de septiembre | 12:00     |           |           |           |           |           |
| Grupo B                |           |                        |                                          |                  |           |           |           |           |           |           |
| Local                  | Resultado | Visitante              | Estadio                                  | Fecha            | Hora      |           |           |           |           |           |
| Querétaro FC "B"       | 1 - 0     | Ocelotes UNACH         | U.D. La Cañada                           | 14 de septiembre | 16:00     |           |           |           |           |           |
| Inter Playa            | 0 - 1     | Promesas Altamira      | Mario Villanueva Madrid                  | 15 de septiembre | 16:00     |           |           |           |           |           |
| Unión de Curtidores    | 2 - 0     | Delfines del Carmen    | C. Deportivo Andrómeda                   | 15 de septiembre | 16:00     |           |           |           |           |           |
| Real Cuautitlán        | 2 - 3     | Potros UAEM            | Los Pinos                                | 15 de septiembre | 16:00     |           |           |           |           |           |
| Patriotas de Córdoba   | 2 - 1     | Atlas "B"              | Rafael Murillo Vidal                     | 15 de septiembre | 16:00     |           |           |           |           |           |
| Ballenas Galeana       | 2 - 2     | Cruz Azul Jasso        | Mariano Matamoros                        | 15 de septiembre | 16:30     |           |           |           |           |           |
| Tampico Madero         | 0 - 2     | Orizaba                | Tamaulipas                               | 15 de septiembre | 19:00     |           |           |           |           |           |
| Veracruz "B"           | 2 - 2     | Cuautitlán             | Luis "Pirata" Fuente                     | 16 de septiembre | 17:00     |           |           |           |           |           |

| Jornada 6              | Jornada 6 | Jornada 6            | Jornada 6                         | Jornada 6        | Jornada 6 | Jornada 6 | Jornada 6 | Jornada 6 | Jornada 6 | Jornada 6 |
| Grupo A                | Grupo A   | Grupo A              | Grupo A                           | Grupo A          | Grupo A   | Grupo A   | Grupo A   | Grupo A   | Grupo A   | Grupo A   |
| Local                  | Resultado | Visitante            | Estadio                           | Fecha            | Hora      |           |           |           |           |           |
| ---------------------- | --------- | -------------------- | --------------------------------- | ---------------- | --------- | --------- | --------- | --------- | --------- | --------- |
| Dorados UACH           | 2 - 1     | Deportivo Tepic      | Olímpico UACH                     | 21 de septiembre | 19:00     |           |           |           |           |           |
| Bravos de Nuevo Laredo | 2 - 0     | Indios UACJ          | Unidad Deportiva Benito Juárez    | 21 de septiembre | 19:00     |           |           |           |           |           |
| Murciélagos FC         | 1 - 0     | Vaqueros Ameca       | Coloso del Dique                  | 21 de septiembre | 20:05     |           |           |           |           |           |
| Estudiantes Tecos "B"  | 2 - 0     | Cachorros U. de G.   | Cancha Jorge Campos UAG           | 22 de septiembre | 11:00     |           |           |           |           |           |
| FC Excélsior           | 1 - 4     | Correcaminos UAT "B" | Centro Deportivo Soriana          | 22 de septiembre | 11:00     |           |           |           |           |           |
| Deportivo de Los Altos | 2 - 3     | Chivas Rayadas       | Las Ánimas                        | 22 de septiembre | 17:00     |           |           |           |           |           |
| Águilas Reales         | 1 - 1     | Real Saltillo Soccer | Francisco Villa                   | 22 de septiembre | 17:00     |           |           |           |           |           |
| Reynosa FC             | 4 - 2     | Loros de Colima      | Adolfo López Mateos               | 22 de septiembre | 20:30     |           |           |           |           |           |
| Grupo B                |           |                      |                                   |                  |           |           |           |           |           |           |
| Local                  | Resultado | Visitante            | Estadio                           | Fecha            | Hora      |           |           |           |           |           |
| Promesas Altamira      | 2 - 2     | Querétaro FC "B"     | Altamira                          | 22 de septiembre | 11:00     |           |           |           |           |           |
| Cruz Azul Jasso        | 0 - 3     | Real Cuautitlán      | 10 de diciembre                   | 22 de septiembre | 11:00     |           |           |           |           |           |
| Cuautitlán             | 5 - 0     | Tampico Madero       | Alberto Pérez Navarro             | 22 de septiembre | 12:00     |           |           |           |           |           |
| Potros UAEM            | 4 - 3     | Veracruz "B"         | Alberto "Chivo" Córdoba           | 22 de septiembre | 12:00     |           |           |           |           |           |
| Orizaba                | 0 - 3     | Unión de Curtidores  | Socum                             | 22 de septiembre | 16:00     |           |           |           |           |           |
| Ocelotes UNACH         | 2 - 1     | Patriotas de Córdoba | Olímpico de Tapachula             | 22 de septiembre | 16:00     |           |           |           |           |           |
| Atlas "B"              | 4 - 1     | Ballenas Galeana     | Atlas Colomos                     | 22 de septiembre | 16:00     |           |           |           |           |           |
| Delfines del Carmen    | 3 - 0     | Inter Playa          | Unidad Deportiva UNACAR Campus II | 22 de septiembre | 17:00     |           |           |           |           |           |

| Jornada 7              | Jornada 7 | Jornada 7              | Jornada 7                                | Jornada 7        | Jornada 7 | Jornada 7 | Jornada 7 | Jornada 7 | Jornada 7 | Jornada 7 |
| Grupo A                | Grupo A   | Grupo A                | Grupo A                                  | Grupo A          | Grupo A   | Grupo A   | Grupo A   | Grupo A   | Grupo A   | Grupo A   |
| Local                  | Resultado | Visitante              | Estadio                                  | Fecha            | Hora      |           |           |           |           |           |
| ---------------------- | --------- | ---------------------- | ---------------------------------------- | ---------------- | --------- | --------- | --------- | --------- | --------- | --------- |
| Vaqueros Ameca         | 2 - 1     | Real Saltillo Soccer   | Núcleo Deportivo y de Espectáculos Ameca | 28 de septiembre | 20:00     |           |           |           |           |           |
| Murciélagos FC         | 3 - 0     | Dorados UACH           | Coloso del Dique                         | 28 de septiembre | 20:05     |           |           |           |           |           |
| Deportivo Tepic        | 2 - 1     | Estudiantes Tecos "B"  | Arena Cora                               | 28 de septiembre | 20:30     |           |           |           |           |           |
| Correcaminos UAT "B"   | 2 - 3     | Chivas Rayadas         | Eugenio Alvizo Porras                    | 29 de septiembre | 11:00     |           |           |           |           |           |
| Cachorros U. de G.     | 4 - 1     | Reynosa FC             | Jalisco                                  | 29 de septiembre | 12:00     |           |           |           |           |           |
| Loros de Colima        | 2 - 0     | Bravos de Nuevo Laredo | Olímpico Universitario de Colima         | 29 de septiembre | 16:00     |           |           |           |           |           |
| Indios UACJ            | 0 - 1     | FC Excélsior           | Olímpico Benito Juárez                   | 29 de septiembre | 17:00     |           |           |           |           |           |
| Deportivo de Los Altos | 2 - 0     | Águilas Reales         | Las Ánimas                               | 29 de septiembre | 17:30     |           |           |           |           |           |
| Grupo B                |           |                        |                                          |                  |           |           |           |           |           |           |
| Local                  | Resultado | Visitante              | Estadio                                  | Fecha            | Hora      |           |           |           |           |           |
| Querétaro FC "B"       | 1 - 0     | Patriotas de Córdoba   | U.D. La Cañada                           | 28 de septiembre | 16:00     |           |           |           |           |           |
| Promesas Altamira      | 0 - 0     | Delfines del Carmen    | Altamira                                 | 29 de septiembre | 11:00     |           |           |           |           |           |
| Inter Playa            | 4 - 0     | Orizaba                | Mario Villanueva Madrid                  | 29 de septiembre | 16:00     |           |           |           |           |           |
| Unión de Curtidores    | 0 - 2     | Cuautitlán             | C. Deportivo Andrómeda                   | 29 de septiembre | 16:00     |           |           |           |           |           |
| Real Cuautitlán        | 1 - 1     | Atlas "B"              | Los Pinos                                | 29 de septiembre | 16:00     |           |           |           |           |           |
| Ballenas Galeana       | 4 - 4     | Ocelotes UNACH         | Mariano Matamoros                        | 29 de septiembre | 16:30     |           |           |           |           |           |
| Tampico Madero         | 2 - 1     | Potros UAEM            | Tamaulipas                               | 29 de septiembre | 19:00     |           |           |           |           |           |
| Veracruz "B"           | 1 - 1     | Cruz Azul Jasso        | Luis "Pirata" Fuente                     | 30 de septiembre | 17:00     |           |           |           |           |           |

| Jornada 8              | Jornada 8 | Jornada 8              | Jornada 8                         | Jornada 8    | Jornada 8 | Jornada 8 | Jornada 8 | Jornada 8 | Jornada 8 | Jornada 8 |
| Grupo A                | Grupo A   | Grupo A                | Grupo A                           | Grupo A      | Grupo A   | Grupo A   | Grupo A   | Grupo A   | Grupo A   | Grupo A   |
| Local                  | Resultado | Visitante              | Estadio                           | Fecha        | Hora      |           |           |           |           |           |
| ---------------------- | --------- | ---------------------- | --------------------------------- | ------------ | --------- | --------- | --------- | --------- | --------- | --------- |
| Chivas Rayadas         | 5 - 0     | Indios UACJ            | Verde Valle                       | 5 de octubre | 16:00     |           |           |           |           |           |
| Dorados UACH           | 1 - 1     | Vaqueros Ameca         | Olímpico UACH                     | 5 de octubre | 19:00     |           |           |           |           |           |
| Bravos de Nuevo Laredo | 0 - 1     | Cachorros U. de G.     | Unidad Deportiva Benito Juárez    | 5 de octubre | 19:00     |           |           |           |           |           |
| FC Excélsior           | 1 - 3     | Loros de Colima        | Centro Deportivo Soriana          | 6 de octubre | 11:00     |           |           |           |           |           |
| Estudiantes Tecos "B"  | 0 - 2     | Murciélagos FC         | Tres de Marzo                     | 6 de octubre | 12:00     |           |           |           |           |           |
| Águilas Reales         | 1 - 1     | Correcaminos UAT "B"   | Francisco Villa                   | 6 de octubre | 17:00     |           |           |           |           |           |
| Real Saltillo Soccer   | 1 - 0     | Deportivo de Los Altos | Olímpico Francisco I. Madero      | 6 de octubre | 17:00     |           |           |           |           |           |
| Reynosa FC             | 2 - 2     | Deportivo Tepic        | Adolfo López Mateos               | 6 de octubre | 19:00     |           |           |           |           |           |
| Grupo B                |           |                        |                                   |              |           |           |           |           |           |           |
| Local                  | Resultado | Visitante              | Estadio                           | Fecha        | Hora      |           |           |           |           |           |
| Cruz Azul Jasso        | 3 - 3     | Tampico Madero         | 10 de diciembre                   | 6 de octubre | 11:00     |           |           |           |           |           |
| Cuautitlán             | 3 - 1     | Inter Playa            | Alberto Pérez Navarro             | 6 de octubre | 12:00     |           |           |           |           |           |
| Potros UAEM            | 1 - 4     | Unión de Curtidores    | Alberto "Chivo" Córdoba           | 6 de octubre | 12:00     |           |           |           |           |           |
| Orizaba                | 3 - 0     | Promesas Altamira      | Socum                             | 6 de octubre | 16:00     |           |           |           |           |           |
| Ocelotes UNACH         | 4 - 4     | Real Cuautitlán        | Olímpico de Tapachula             | 6 de octubre | 16:00     |           |           |           |           |           |
| Patriotas de Córdoba   | 2 - 0     | Ballenas Galeana       | Rafael Murillo Vidal              | 6 de octubre | 16:00     |           |           |           |           |           |
| Atlas "B"              | 3 - 2     | Veracruz "B"           | Atlas Colomos                     | 6 de octubre | 16:00     |           |           |           |           |           |
| Delfines del Carmen    | 3 - 0     | Querétaro FC "B"       | Unidad Deportiva UNACAR Campus II | 6 de octubre | 17:00     |           |           |           |           |           |

| Jornada 9             | Jornada 9 | Jornada 9              | Jornada 9                                | Jornada 9     | Jornada 9 | Jornada 9 | Jornada 9 | Jornada 9 | Jornada 9 | Jornada 9 |
| Grupo A               | Grupo A   | Grupo A                | Grupo A                                  | Grupo A       | Grupo A   | Grupo A   | Grupo A   | Grupo A   | Grupo A   | Grupo A   |
| Local                 | Resultado | Visitante              | Estadio                                  | Fecha         | Hora      |           |           |           |           |           |
| --------------------- | --------- | ---------------------- | ---------------------------------------- | ------------- | --------- | --------- | --------- | --------- | --------- | --------- |
| Vaqueros Ameca        | 2 - 2     | Deportivo de Los Altos | Núcleo Deportivo y de Espectáculos Ameca | 12 de octubre | 20:00     |           |           |           |           |           |
| Murciélagos FC        | 1 - 1     | Reynosa FC             | Coloso del Dique                         | 12 de octubre | 20:05     |           |           |           |           |           |
| Deportivo Tepic       | 4 - 0     | Bravos de Nuevo Laredo | Arena Cora                               | 12 de octubre | 20:30     |           |           |           |           |           |
| Correcaminos UAT "B"  | 4 - 3     | Real Saltillo Soccer   | Eugenio Alvizo Porras                    | 13 de octubre | 11:00     |           |           |           |           |           |
| Estudiantes Tecos "B" | 0 - 0     | Dorados UACH           | Tres de Marzo                            | 13 de octubre | 11:00     |           |           |           |           |           |
| Cachorros U. de G.    | 2 - 0     | FC Excélsior           | Jalisco                                  | 13 de octubre | 12:00     |           |           |           |           |           |
| Loros de Colima       | 4 - 0     | Chivas Rayadas         | Olímpico Universitario de Colima         | 13 de octubre | 16:00     |           |           |           |           |           |
| Indios UACJ           | 1 - 1     | Águilas Reales         | Olímpico Benito Juárez                   | 13 de octubre | 17:00     |           |           |           |           |           |
| Grupo B               |           |                        |                                          |               |           |           |           |           |           |           |
| Local                 | Resultado | Visitante              | Estadio                                  | Fecha         | Hora      |           |           |           |           |           |
| Querétaro FC "B"      | 0 - 1     | Ballenas Galeana       | U.D. La Cañada                           | 12 de octubre | 16:00     |           |           |           |           |           |
| Promesas Altamira     | 0 - 3     | Cuautitlán             | Altamira                                 | 13 de octubre | 11:00     |           |           |           |           |           |
| Delfines del Carmen   | 2 - 0     | Orizaba                | Unidad Deportiva UNACAR Campus II        | 13 de octubre | 16:00     |           |           |           |           |           |
| Inter Playa           | 0 - 1     | Potros UAEM            | Mario Villanueva Madrid                  | 13 de octubre | 16:00     |           |           |           |           |           |
| Unión de Curtidores   | 3 - 2     | Cruz Azul Jasso        | C. Deportivo Andrómeda                   | 13 de octubre | 16:00     |           |           |           |           |           |
| Real Cuautitlán       | 3 - 1     | Patriotas de Córdoba   | Los Pinos                                | 13 de octubre | 16:00     |           |           |           |           |           |
| Tampico Madero        | 6 - 4     | Atlas "B"              | Tamaulipas                               | 13 de octubre | 19:00     |           |           |           |           |           |
| Veracruz "B"          | 1 - 0     | Ocelotes UNACH         | Luis "Pirata" Fuente                     | 14 de octubre | 17:00     |           |           |           |           |           |

| Jornada 10             | Jornada 10 | Jornada 10           | Jornada 10                     | Jornada 10    | Jornada 10 | Jornada 10 | Jornada 10 | Jornada 10 | Jornada 10 | Jornada 10 |
| Grupo A                | Grupo A    | Grupo A              | Grupo A                        | Grupo A       | Grupo A    | Grupo A    | Grupo A    | Grupo A    | Grupo A    | Grupo A    |
| Local                  | Resultado  | Visitante            | Estadio                        | Fecha         | Hora       |            |            |            |            |            |
| ---------------------- | ---------- | -------------------- | ------------------------------ | ------------- | ---------- | ---------- | ---------- | ---------- | ---------- | ---------- |
| Bravos de Nuevo Laredo | 0 - 0      | Murciélagos FC       | Unidad Deportiva Benito Juárez | 19 de octubre | 19:00      |            |            |            |            |            |
| Estudiantes Tecos "B"  | 2 - 1      | Vaqueros Ameca       | Tres de Marzo                  | 20 de octubre | 11:00      |            |            |            |            |            |
| FC Excélsior           | 1 - 3      | Deportivo Tepic      | Centro Deportivo Soriana       | 20 de octubre | 11:00      |            |            |            |            |            |
| Chivas Rayadas         | 3 - 1      | Cachorros U. de G.   | Verde Valle                    | 20 de octubre | 12:00      |            |            |            |            |            |
| Real Saltillo Soccer   | 0 - 2      | Indios UACJ          | Olímpico Francisco I. Madero   | 20 de octubre | 17:00      |            |            |            |            |            |
| Deportivo de Los Altos | 1 - 3      | Correcaminos UAT "B" | Las Ánimas                     | 20 de octubre | 17:30      |            |            |            |            |            |
| Reynosa FC             | 2 - 1      | Dorados UACH         | Adolfo López Mateos            | 20 de octubre | 19:00      |            |            |            |            |            |
| Águilas Reales         | 3 - 3      | Loros de Colima      | Francisco Villa                | 20 de octubre | 20:00      |            |            |            |            |            |
| Grupo B                |            |                      |                                |               |            |            |            |            |            |            |
| Local                  | Resultado  | Visitante            | Estadio                        | Fecha         | Hora       |            |            |            |            |            |
| Cruz Azul Jasso        | 5 - 0      | Inter Playa          | 10 de diciembre                | 20 de octubre | 11:00      |            |            |            |            |            |
| Cuautitlán             | 1 - 1      | Delfines del Carmen  | Alberto Pérez Navarro          | 20 de octubre | 12:00      |            |            |            |            |            |
| Potros UAEM            | 1 - 0      | Promesas Altamira    | Alberto "Chivo" Córdoba        | 20 de octubre | 12:00      |            |            |            |            |            |
| Patriotas de Córdoba   | 3 - 1      | Veracruz "B"         | Rafael Murillo Vidal           | 20 de octubre | 12:00      |            |            |            |            |            |
| Orizaba                | 1 - 2      | Querétaro FC "B"     | Socum                          | 20 de octubre | 16:00      |            |            |            |            |            |
| Ocelotes UNACH         | 2 - 1      | Tampico Madero       | Olímpico de Tapachula          | 20 de octubre | 16:00      |            |            |            |            |            |
| Atlas "B"              | 1 - 0      | Unión de Curtidores  | Atlas Colomos                  | 20 de octubre | 16:00      |            |            |            |            |            |
| Ballenas Galeana       | 0 - 1      | Real Cuautitlán      | Mariano Matamoros              | 20 de octubre | 16:30      |            |            |            |            |            |

| Jornada 11            | Jornada 11 | Jornada 11             | Jornada 11                               | Jornada 11    | Jornada 11 | Jornada 11 | Jornada 11 | Jornada 11 | Jornada 11 | Jornada 11 |
| Grupo A               | Grupo A    | Grupo A                | Grupo A                                  | Grupo A       | Grupo A    | Grupo A    | Grupo A    | Grupo A    | Grupo A    | Grupo A    |
| Local                 | Resultado  | Visitante              | Estadio                                  | Fecha         | Hora       |            |            |            |            |            |
| --------------------- | ---------- | ---------------------- | ---------------------------------------- | ------------- | ---------- | ---------- | ---------- | ---------- | ---------- | ---------- |
| Dorados UACH          | 3 - 1      | Bravos de Nuevo Laredo | Olímpico UACH                            | 26 de octubre | 19:00      |            |            |            |            |            |
| Vaqueros Ameca        | 1 - 1      | Correcaminos UAT "B"   | Núcleo Deportivo y de Espectáculos Ameca | 26 de octubre | 20:00      |            |            |            |            |            |
| Murciélagos FC        | 3 - 0      | FC Excélsior           | Coloso del Dique                         | 26 de octubre | 20:05      |            |            |            |            |            |
| Deportivo Tepic       | 1 - 0      | Chivas Rayadas         | Arena Cora                               | 26 de octubre | 20:30      |            |            |            |            |            |
| Estudiantes Tecos "B" | 6 - 3      | Reynosa FC             | Tres de Marzo                            | 27 de octubre | 11:00      |            |            |            |            |            |
| Cachorros U. de G.    | 2 - 0      | Águilas Reales         | Jalisco                                  | 27 de octubre | 12:00      |            |            |            |            |            |
| Loros de Colima       | 5 - 3      | Real Saltillo Soccer   | Olímpico Universitario de Colima         | 27 de octubre | 16:00      |            |            |            |            |            |
| Indios UACJ           | 2 - 2      | Deportivo de Los Altos | Olímpico Benito Juárez                   | 27 de octubre | 17:00      |            |            |            |            |            |
| Grupo B               |            |                        |                                          |               |            |            |            |            |            |            |
| Local                 | Resultado  | Visitante              | Estadio                                  | Fecha         | Hora       |            |            |            |            |            |
| Querétaro FC "B"      | 1 - 1      | Real Cuautitlán        | U.D. La Cañada                           | 26 de octubre | 16:00      |            |            |            |            |            |
| Promesas Altamira     | 1 - 4      | Cruz Azul Jasso        | Altamira                                 | 27 de octubre | 11:00      |            |            |            |            |            |
| Orizaba               | 1 - 1      | Cuautitlán             | Socum                                    | 27 de octubre | 16:00      |            |            |            |            |            |
| Inter Playa           | 1 - 0      | Atlas "B"              | Mario Villanueva Madrid                  | 27 de octubre | 16:00      |            |            |            |            |            |
| Unión de Curtidores   | 1 - 0      | Ocelotes UNACH         | C. Deportivo Andrómeda                   | 27 de octubre | 16:00      |            |            |            |            |            |
| Delfines del Carmen   | 0 - 0      | Potros UAEM            | Unidad Deportiva UNACAR Campus II        | 27 de octubre | 16:30      |            |            |            |            |            |
| Tampico Madero        | 0 - 0      | Patriotas de Córdoba   | Tamaulipas                               | 27 de octubre | 19:00      |            |            |            |            |            |
| Veracruz "B"          | 1 - 0      | Ballenas Galeana       | Luis "Pirata" Fuente                     | 28 de octubre | 15:30      |            |            |            |            |            |

| Jornada 12             | Jornada 12 | Jornada 12            | Jornada 12                     | Jornada 12     | Jornada 12 | Jornada 12 | Jornada 12 | Jornada 12 | Jornada 12 | Jornada 12 |
| Grupo A                | Grupo A    | Grupo A               | Grupo A                        | Grupo A        | Grupo A    | Grupo A    | Grupo A    | Grupo A    | Grupo A    | Grupo A    |
| Local                  | Resultado  | Visitante             | Estadio                        | Fecha          | Hora       |            |            |            |            |            |
| ---------------------- | ---------- | --------------------- | ------------------------------ | -------------- | ---------- | ---------- | ---------- | ---------- | ---------- | ---------- |
| Bravos de Nuevo Laredo | 3 - 0      | Estudiantes Tecos "B" | Unidad Deportiva Benito Juárez | 2 de noviembre | 19:00      |            |            |            |            |            |
| FC Excélsior           | 2 - 2      | Dorados UACH          | Centro Deportivo Soriana       | 3 de noviembre | 11:00      |            |            |            |            |            |
| Correcaminos UAT "B"   | 0 - 0      | Indios UACJ           | Eugenio Alvizo Porras          | 3 de noviembre | 11:00      |            |            |            |            |            |
| Chivas Rayadas         | 3 - 0      | Murciélagos FC        | Omnilife                       | 3 de noviembre | 12:00      |            |            |            |            |            |
| Deportivo de Los Altos | 6 - 0      | Loros de Colima       | Las Ánimas                     | 3 de noviembre | 16:00      |            |            |            |            |            |
| Real Saltillo Soccer   | 2 - 3      | Cachorros U. de G.    | Olímpico Francisco I. Madero   | 3 de noviembre | 17:00      |            |            |            |            |            |
| Reynosa FC             | 3 - 1      | Vaqueros Ameca        | Adolfo López Mateos            | 3 de noviembre | 19:00      |            |            |            |            |            |
| Águilas Reales         | 1 - 2      | Deportivo Tepic       | Francisco Villa                | 3 de noviembre | 20:00      |            |            |            |            |            |
| Grupo B                |            |                       |                                |                |            |            |            |            |            |            |
| Local                  | Resultado  | Visitante             | Estadio                        | Fecha          | Hora       |            |            |            |            |            |
| Cruz Azul Jasso        | 1 - 0      | Delfines del Carmen   | 10 de diciembre                | 3 de noviembre | 11:00      |            |            |            |            |            |
| Cuautitlán             | 2 - 1      | Querétaro FC "B"      | Alberto Pérez Navarro          | 3 de noviembre | 12:00      |            |            |            |            |            |
| Potros UAEM            | 4 - 0      | Orizaba               | Alberto "Chivo" Córdoba        | 3 de noviembre | 12:00      |            |            |            |            |            |
| Patriotas de Córdoba   | 0 - 0      | Unión de Curtidores   | Rafael Murillo Vidal           | 3 de noviembre | 12:00      |            |            |            |            |            |
| Ocelotes UNACH         | 4 - 1      | Inter Playa           | Olímpico de Tapachula          | 3 de noviembre | 15:00      |            |            |            |            |            |
| Real Cuautitlán        | 2 - 1      | Veracruz "B"          | Los Pinos                      | 3 de noviembre | 15:00      |            |            |            |            |            |
| Ballenas Galeana       | 2 - 2      | Tampico Madero        | Mariano Matamoros              | 3 de noviembre | 16:00      |            |            |            |            |            |
| Atlas "B"              | 3 - 1      | Promesas Altamira     | Atlas Colomos                  | 3 de noviembre | 16:00      |            |            |            |            |            |

| Jornada 13            | Jornada 13 | Jornada 13             | Jornada 13                               | Jornada 13      | Jornada 13 | Jornada 13 | Jornada 13 | Jornada 13 | Jornada 13 | Jornada 13 |
| Grupo A               | Grupo A    | Grupo A                | Grupo A                                  | Grupo A         | Grupo A    | Grupo A    | Grupo A    | Grupo A    | Grupo A    | Grupo A    |
| Local                 | Resultado  | Visitante              | Estadio                                  | Fecha           | Hora       |            |            |            |            |            |
| --------------------- | ---------- | ---------------------- | ---------------------------------------- | --------------- | ---------- | ---------- | ---------- | ---------- | ---------- | ---------- |
| Cachorros U. de G.    | 2 - 2      | Deportivo de Los Altos | Jalisco                                  | 9 de noviembre  | 12:00      |            |            |            |            |            |
| Dorados UACH          | 2 - 0      | Chivas Rayadas         | Olímpico UACH                            | 9 de noviembre  | 19:00      |            |            |            |            |            |
| Vaqueros Ameca        | 2 - 1      | Indios UACJ            | Núcleo Deportivo y de Espectáculos Ameca | 9 de noviembre  | 20:00      |            |            |            |            |            |
| Murciélagos FC        | 5 - 1      | Águilas Reales         | Coloso del Dique                         | 9 de noviembre  | 20:05      |            |            |            |            |            |
| Deportivo Tepic       | 4 - 1      | Real Saltillo Soccer   | Arena Cora                               | 9 de noviembre  | 20:30      |            |            |            |            |            |
| Estudiantes Tecos "B" | 5 - 0      | FC Excélsior           | Tres de Marzo                            | 10 de noviembre | 11:00      |            |            |            |            |            |
| Loros de Colima       | 1 - 1      | Correcaminos UAT "B"   | Olímpico Universitario de Colima         | 10 de noviembre | 16:00      |            |            |            |            |            |
| Reynosa FC            | 1 - 1      | Bravos de Nuevo Laredo | Adolfo López Mateos                      | 10 de noviembre | 19:00      |            |            |            |            |            |
| Grupo B               |            |                        |                                          |                 |            |            |            |            |            |            |
| Local                 | Resultado  | Visitante              | Estadio                                  | Fecha           | Hora       |            |            |            |            |            |
| Querétaro FC "B"      | 1 - 0      | Veracruz "B"           | U.D. La Cañada                           | 9 de noviembre  | 16:00      |            |            |            |            |            |
| Promesas Altamira     | 0 - 1      | Ocelotes UNACH         | Altamira                                 | 10 de noviembre | 11:00      |            |            |            |            |            |
| Cuautitlán            | 0 - 1      | Potros UAEM            | Alberto Pérez Navarro                    | 10 de noviembre | 12:00      |            |            |            |            |            |
| Orizaba               | 3 - 3      | Cruz Azul Jasso        | Socum                                    | 10 de noviembre | 15:00      |            |            |            |            |            |
| Delfines del Carmen   | 0 - 1      | Atlas "B"              | Unidad Deportiva UNACAR Campus II        | 10 de noviembre | 15:00      |            |            |            |            |            |
| Inter Playa           | 1 - 1      | Patriotas de Córdoba   | Mario Villanueva Madrid                  | 10 de noviembre | 15:00      |            |            |            |            |            |
| Unión de Curtidores   | 0 - 1      | Ballenas Galeana       | C. Deportivo Andrómeda                   | 10 de noviembre | 16:00      |            |            |            |            |            |
| Tampico Madero        | 1 - 2      | Real Cuautitlán        | Tamaulipas                               | 10 de noviembre | 19:00      |            |            |            |            |            |

| Jornada 14             | Jornada 14 | Jornada 14             | Jornada 14                               | Jornada 14      | Jornada 14 | Jornada 14 | Jornada 14 | Jornada 14 | Jornada 14 |
| Grupo A                | Grupo A    | Grupo A                | Grupo A                                  | Grupo A         | Grupo A    | Grupo A    | Grupo A    | Grupo A    | Grupo A    |
| Local                  | Resultado  | Visitante              | Estadio                                  | Fecha           | Hora       |            |            |            |            |
| ---------------------- | ---------- | ---------------------- | ---------------------------------------- | --------------- | ---------- | ---------- | ---------- | ---------- | ---------- |
| Vaqueros Ameca         | 0 - 3      | Bravos de Nuevo Laredo | Núcleo Deportivo y de Espectáculos Ameca | 16 de noviembre | 20:00      |            |            |            |            |
| FC Excélsior           | 0 - 4      | Reynosa FC             | Centro Deportivo Soriana                 | 17 de noviembre | 11:00      |            |            |            |            |
| Correcaminos UAT "B"   | 1 - 1      | Cachorros U. de G.     | Eugenio Alvizo Porras                    | 17 de noviembre | 11:00      |            |            |            |            |
| Chivas Rayadas         | 3 - 1      | Estudiantes Tecos "B"  | Verde Valle                              | 17 de noviembre | 12:00      |            |            |            |            |
| Deportivo de Los Altos | 1 - 1      | Deportivo Tepic        | Las Ánimas                               | 17 de noviembre | 16:00      |            |            |            |            |
| Indios UACJ            | 1 - 1      | Loros de Colima        | Olímpico Benito Juárez                   | 17 de noviembre | 16:00      |            |            |            |            |
| Real Saltillo Soccer   | 0 - 3      | Murciélagos FC         | Olímpico Francisco I. Madero             | 17 de noviembre | 17:00      |            |            |            |            |
| Águilas Reales         | 0 - 3      | Dorados UACH           | Francisco Villa                          | 17 de noviembre | 20:00      |            |            |            |            |
| Grupo B                |            |                        |                                          |                 |            |            |            |            |            |
| Local                  | Resultado  | Visitante              | Estadio                                  | Fecha           | Hora       |            |            |            |            |
| Querétaro FC "B"       | 0 - 3      | Potros UAEM            | U.D. La Cañada                           | 16 de noviembre | 16:00      |            |            |            |            |
| Cruz Azul Jasso        | 0 - 1      | Cuautitlán             | 10 de diciembre                          | 17 de noviembre | 11:00      |            |            |            |            |
| Patriotas de Córdoba   | 4 - 1      | Promesas Altamira      | Rafael Murillo Vidal                     | 17 de noviembre | 12:00      |            |            |            |            |
| Ocelotes UNACH         | 1 - 1      | Delfines del Carmen    | Olímpico de Tapachula                    | 17 de noviembre | 15:00      |            |            |            |            |
| Real Cuautitlán        | 0 - 1      | Unión de Curtidores    | Los Pinos                                | 17 de noviembre | 15:00      |            |            |            |            |
| Veracruz "B"           | 2 - 0      | Tampico Madero         | Luis "Pirata" Fuente                     | 17 de noviembre | 15:30      |            |            |            |            |
| Ballenas Galeana       | 3 - 0      | Inter Playa            | Mariano Matamoros                        | 17 de noviembre | 16:00      |            |            |            |            |
| Atlas "B"              | 5 - 0      | Orizaba                | Atlas Colomos                            | 17 de noviembre | 16:00      |            |            |            |            |

| Jornada 15             | Jornada 15 | Jornada 15             | Jornada 15                        | Jornada 15      | Jornada 15 | Jornada 15 | Jornada 15 | Jornada 15 | Jornada 15 | Jornada 15 |
| Grupo A                | Grupo A    | Grupo A                | Grupo A                           | Grupo A         | Grupo A    | Grupo A    | Grupo A    | Grupo A    | Grupo A    | Grupo A    |
| Local                  | Resultado  | Visitante              | Estadio                           | Fecha           | Hora       |            |            |            |            |            |
| ---------------------- | ---------- | ---------------------- | --------------------------------- | --------------- | ---------- | ---------- | ---------- | ---------- | ---------- | ---------- |
| Cachorros U. de G.     | 1 - 0      | Indios UACJ            | Jalisco                           | 23 de noviembre | 12:00      |            |            |            |            |            |
| Loros de Colima        | 2 - 0      | Vaqueros Ameca         | Olímpico Universitario de Colima  | 23 de noviembre | 16:00      |            |            |            |            |            |
| Murciélagos FC         | 2 - 2      | Deportivo de Los Altos | Coloso del Dique                  | 23 de noviembre | 19:00      |            |            |            |            |            |
| Deportivo Tepic        | 3 - 2      | Correcaminos UAT "B"   | Arena Cora                        | 23 de noviembre | 19:00      |            |            |            |            |            |
| Dorados UACH           | 1 - 0      | Real Saltillo Soccer   | Olímpico UACH                     | 23 de noviembre | 20:00      |            |            |            |            |            |
| Bravos de Nuevo Laredo | 4 - 0      | FC Excélsior           | Unidad Deportiva Benito Juárez    | 23 de noviembre | 20:00      |            |            |            |            |            |
| Reynosa FC             | 1 - 1      | Chivas Rayadas         | Adolfo López Mateos               | 23 de noviembre | 20:00      |            |            |            |            |            |
| Estudiantes Tecos "B"  | 0 - 2      | Águilas Reales         | Tres de Marzo                     | 24 de noviembre | 11:00      |            |            |            |            |            |
| Grupo B                |            |                        |                                   |                 |            |            |            |            |            |            |
| Local                  | Resultado  | Visitante              | Estadio                           | Fecha           | Hora       |            |            |            |            |            |
| Potros UAEM            | 3 - 0      | Cruz Azul Jasso        | Alberto "Chivo" Córdoba           | 24 de noviembre | 15:00      |            |            |            |            |            |
| Cuautitlán             | 3 - 2      | Atlas "B"              | Alberto Pérez Navarro             | 24 de noviembre | 15:00      |            |            |            |            |            |
| Promesas Altamira      | 1 - 1      | Ballenas Galeana       | Altamira                          | 24 de noviembre | 15:00      |            |            |            |            |            |
| Orizaba                | 3 - 1      | Ocelotes UNACH         | Socum                             | 24 de noviembre | 15:00      |            |            |            |            |            |
| Delfines del Carmen    | 1 - 0      | Patriotas de Córdoba   | Unidad Deportiva UNACAR Campus II | 24 de noviembre | 15:00      |            |            |            |            |            |
| Inter Playa            | 5 - 0      | Real Cuautitlán        | Mario Villanueva Madrid           | 24 de noviembre | 15:00      |            |            |            |            |            |
| Unión de Curtidores    | 2 - 0      | Veracruz "B"           | C. Deportivo Andrómeda            | 24 de noviembre | 15:00      |            |            |            |            |            |
| Tampico Madero         | 4 - 2      | Querétaro FC "B"       | Tamaulipas                        | 24 de noviembre | 15:00      |            |            |            |            |            |

## Máximos goleadores
Lista con los máximos goleadores de Liga Premier de Ascenso, de acuerdo con los datos oficiales de la Segunda División de México.

### Goleadores
| Martín Barragán        | Atlas "B"                         | 15 |  |  |  |  |  |  |  |
| Marcelo Aguas          | Club Deportivo De Los Altos       | 14 |  |  |  |  |  |  |  |
| Gustavo Felix          | Loros de la Universidad de Colima | 12 |  |  |  |  |  |  |  |
| Juan Diego González    | Cruz Azul Jasso                   | 12 |  |  |  |  |  |  |  |
| Jovanni Hurtado        | Unión de Curtidores               | 11 |  |  |  |  |  |  |  |
| Pablo Hutt             | Reynosa F.C.                      | 11 |  |  |  |  |  |  |  |
| Eder Cruz              | Murciélagos F.C.                  | 10 |  |  |  |  |  |  |  |
| César Macías Muratalla | Loros de la Universidad de Colima | 10 |  |  |  |  |  |  |  |
| Mario Nieblas          | Coras de Tepic                    | 10 |  |  |  |  |  |  |  |
| Angelo Esparza         | U.A. Zacatecas                    | 9  |  |  |  |  |  |  |  |
|                        |                                   |    |  |  |  |  |  |  |  |

## Liguilla
|  | Octavos de final                  | Octavos de final                  | Octavos de final                  |                 |   | Cuartos de final    | Cuartos de final    | Cuartos de final    |  |  | Semifinales           | Semifinales           | Semifinales           |  |  | Final                | Final                | Final                |
|  | 28 de noviembre al 2 de diciembre | 28 de noviembre al 2 de diciembre | 28 de noviembre al 2 de diciembre |                 |   | 5 al 9 de diciembre | 5 al 9 de diciembre | 5 al 9 de diciembre |  |  | 12 al 16 de diciembre | 12 al 16 de diciembre | 12 al 16 de diciembre |  |  | 19 y 22 de diciembre | 19 y 22 de diciembre | 19 y 22 de diciembre |
|  |                                   |                                   |                                   |                 |   |                     |                     |                     |  |  |                       |                       |                       |  |  |                      |                      |                      |
|  |                                   |                                   |                                   |                 |   |                     |                     |                     |  |  |                       |                       |                       |  |  |                      |                      |                      |
|  |                                   |                                   |                                   |                 |   |                     |                     |                     |  |  |                       |                       |                       |  |  |                      |                      |                      |
|  | Deportivo Tepic                   | 0                                 | 3                                 |                 |   |                     |                     |                     |  |  |                       |                       |                       |  |  |                      |                      |                      |
|  | Deportivo Tepic                   | 0                                 | 3                                 |                 |   |                     |                     |                     |  |  |                       |                       |                       |  |  |                      |                      |                      |
|  | Reynosa FC                        | 0                                 | 2                                 |                 |   |                     |                     |                     |  |  |                       |                       |                       |  |  |                      |                      |                      |
|  | Reynosa FC                        | 0                                 | 2                                 | Deportivo Tepic | 1 | 1 (pt)              |                     |                     |  |  |                       |                       |                       |  |  |                      |                      |                      |
|  |                                   |                                   |                                   |                 | 1 | 1 (pt)              |                     |                     |  |  |                       |                       |                       |  |  |                      |                      |                      |
|  |                                   | Ocelotes UNACH                    | 1                                 | 1               |   |                     |                     |                     |  |  |                       |                       |                       |  |  |                      |                      |                      |
|  | Potros UAEM                       | Ocelotes UNACH                    | 1                                 | 1               | 0 | 0                   |                     |                     |  |  |                       |                       |                       |  |  |                      |                      |                      |
|  | Potros UAEM                       |                                   |                                   |                 | 0 | 0                   |                     |                     |  |  |                       |                       |                       |  |  |                      |                      |                      |
|  | Ocelotes UNACH                    | 2                                 | 0                                 |                 |   |                     |                     |                     |  |  |                       |                       |                       |  |  |                      |                      |                      |
|  | Ocelotes UNACH                    | 2                                 | 0                                 | Deportivo Tepic | 2 | 2                   |                     |                     |  |  |                       |                       |                       |  |  |                      |                      |                      |
|  |                                   |                                   |                                   |                 | 2 | 2                   |                     |                     |  |  |                       |                       |                       |  |  |                      |                      |                      |
|  |                                   | Unión de Curtidores               | 0                                 | 0               |   |                     |                     |                     |  |  |                       |                       |                       |  |  |                      |                      |                      |
|  | Chivas Rayadas                    | Unión de Curtidores               | 0                                 | 0               | 2 | 1 (pt)              |                     |                     |  |  |                       |                       |                       |  |  |                      |                      |                      |
|  | Chivas Rayadas                    |                                   |                                   |                 | 2 | 1 (pt)              |                     |                     |  |  |                       |                       |                       |  |  |                      |                      |                      |
|  | Bravos                            | 0                                 | 3                                 |                 |   |                     |                     |                     |  |  |                       |                       |                       |  |  |                      |                      |                      |
|  | Bravos                            | 0                                 | 3                                 | Chivas Rayadas  | 0 | 1                   |                     |                     |  |  |                       |                       |                       |  |  |                      |                      |                      |
|  |                                   |                                   |                                   |                 | 0 | 1                   |                     |                     |  |  |                       |                       |                       |  |  |                      |                      |                      |
|  |                                   | Unión de Curtidores               | 1                                 | 1               |   |                     |                     |                     |  |  |                       |                       |                       |  |  |                      |                      |                      |
|  | Ballenas Galeana                  | Unión de Curtidores               | 1                                 | 1               | 1 | 2                   |                     |                     |  |  |                       |                       |                       |  |  |                      |                      |                      |
|  | Ballenas Galeana                  |                                   |                                   |                 | 1 | 2                   |                     |                     |  |  |                       |                       |                       |  |  |                      |                      |                      |
|  | Unión de Curtidores               | 2                                 | 2                                 |                 |   |                     |                     |                     |  |  |                       |                       |                       |  |  |                      |                      |                      |
|  | Unión de Curtidores               | 2                                 | 2                                 | Deportivo Tepic | 1 | 1                   |                     |                     |  |  |                       |                       |                       |  |  |                      |                      |                      |
|  |                                   |                                   |                                   |                 | 1 | 1                   |                     |                     |  |  |                       |                       |                       |  |  |                      |                      |                      |
|  |                                   | Murciélagos FC                    | 1                                 | 2               |   |                     |                     |                     |  |  |                       |                       |                       |  |  |                      |                      |                      |
|  | Murciélagos FC                    | Murciélagos FC                    | 1                                 | 2               | 0 | 3                   |                     |                     |  |  |                       |                       |                       |  |  |                      |                      |                      |
|  | Murciélagos FC                    |                                   |                                   |                 | 0 | 3                   |                     |                     |  |  |                       |                       |                       |  |  |                      |                      |                      |
|  | Cachorros U. de G.                | 2                                 | 0                                 |                 |   |                     |                     |                     |  |  |                       |                       |                       |  |  |                      |                      |                      |
|  | Cachorros U. de G.                | 2                                 | 0                                 | Murciélagos FC  | 1 | 2                   |                     |                     |  |  |                       |                       |                       |  |  |                      |                      |                      |
|  |                                   |                                   |                                   |                 | 1 | 2                   |                     |                     |  |  |                       |                       |                       |  |  |                      |                      |                      |
|  |                                   | Dorados UACH                      | 0                                 | 2               |   |                     |                     |                     |  |  |                       |                       |                       |  |  |                      |                      |                      |
|  | Dorados UACH                      | Dorados UACH                      | 0                                 | 2               | 1 | 2 (pt)              |                     |                     |  |  |                       |                       |                       |  |  |                      |                      |                      |
|  | Dorados UACH                      |                                   |                                   |                 | 1 | 2 (pt)              |                     |                     |  |  |                       |                       |                       |  |  |                      |                      |                      |
|  | Loros de Colima                   | 3                                 | 0                                 |                 |   |                     |                     |                     |  |  |                       |                       |                       |  |  |                      |                      |                      |
|  | Loros de Colima                   | 3                                 | 0                                 | Murciélagos FC  | 2 | 3                   |                     |                     |  |  |                       |                       |                       |  |  |                      |                      |                      |
|  |                                   |                                   |                                   |                 | 2 | 3                   |                     |                     |  |  |                       |                       |                       |  |  |                      |                      |                      |
|  |                                   | Cuautitlán                        | 3                                 | 0               |   |                     |                     |                     |  |  |                       |                       |                       |  |  |                      |                      |                      |
|  | Cuautitlán                        | Cuautitlán                        | 3                                 | 0               | 0 | 5                   |                     |                     |  |  |                       |                       |                       |  |  |                      |                      |                      |
|  | Cuautitlán                        |                                   |                                   |                 | 0 | 5                   |                     |                     |  |  |                       |                       |                       |  |  |                      |                      |                      |
|  | Tampico Madero                    | 1                                 | 0                                 |                 |   |                     |                     |                     |  |  |                       |                       |                       |  |  |                      |                      |                      |
|  | Tampico Madero                    | 1                                 | 0                                 | Cuautitlán      | 0 | 3                   |                     |                     |  |  |                       |                       |                       |  |  |                      |                      |                      |
|  |                                   |                                   |                                   |                 | 0 | 3                   |                     |                     |  |  |                       |                       |                       |  |  |                      |                      |                      |
|  |                                   | Atlas B                           | 1                                 | 1               |   |                     |                     |                     |  |  |                       |                       |                       |  |  |                      |                      |                      |
|  | Atlas B                           | Atlas B                           | 1                                 | 1               | 3 | 5                   |                     |                     |  |  |                       |                       |                       |  |  |                      |                      |                      |
|  | Atlas B                           |                                   |                                   |                 | 3 | 5                   |                     |                     |  |  |                       |                       |                       |  |  |                      |                      |                      |
|  | Real Cuautitlán                   | 1                                 | 1                                 |                 |   |                     |                     |                     |  |  |                       |                       |                       |  |  |                      |                      |                      |

(pt) Avanza por mejor posición en la Tabla General

### Octavos de final
| 28 de noviembre, 19:30 | Reynosa FC | 0:0     | Deportivo Tepic | Estadio Adolfo López Mateos, Reynosa                               |                                                                    |
|                        |            | Reporte |                 | Asistencia: 500 espectadores Árbitro(s): Luis Darién Morán Dionías | Asistencia: 500 espectadores Árbitro(s): Luis Darién Morán Dionías |

| 1 de diciembre, 20:00                                                 | Deportivo Tepic                                | 3:2 (2:1) | Reynosa FC                  | Arena Cora, Tepic                                                     |                                                                       |
|                                                                       | M. Nieblas 25' · O. Ledesma 27' · H. López 87' | Reporte   | P. Hütt 9' · H. Tristán 64' | Asistencia: 10,000 espectadores Árbitro(s): Jonathan Hernández Juárez | Asistencia: 10,000 espectadores Árbitro(s): Jonathan Hernández Juárez |
| Con marcador global de 3-2, Deportivo Tepic avanza a cuartos de final |                                                |           |                             |                                                                       |                                                                       |

| 28 de noviembre, 15:00 | Ocelotes UNACH    | 2:0 (2:0) | Potros UAEM | Estadio Olímpico de Tapachula, Tapachula                             |                                                                      |
|                        | E. Felix 24', 39' | Reporte   |             | Asistencia: 1,200 espectadores Árbitro(s): Carlos Javier Ríos García | Asistencia: 1,200 espectadores Árbitro(s): Carlos Javier Ríos García |

| 1 de diciembre, 12:00                                                | Potros UAEM | 0:0     | Ocelotes UNACH | Estadio Universitario Alberto "Chivo" Córdoba, Toluca                      |                                                                            |
|                                                                      |             | Reporte |                | Asistencia: 1,500 espectadores Árbitro(s): Christian Adrián Ramírez Tejeda | Asistencia: 1,500 espectadores Árbitro(s): Christian Adrián Ramírez Tejeda |
| Con marcador global de 2-0, Ocelotes UNACH avanza a cuartos de final |             |         |                |                                                                            |                                                                            |

| 28 de noviembre, 19:00 | Bravos | 0:2 (2:0) | Chivas Rayadas                     | Unidad Deportiva Benito Juárez, Nuevo Laredo                            |                                                                         |
|                        |        | Reporte   | C. Cisneros 15' · M. Hernández 35' | Asistencia: 700 espectadores Árbitro(s): Jesús Leopoldo Guerrero García | Asistencia: 700 espectadores Árbitro(s): Jesús Leopoldo Guerrero García |

| 1 de diciembre, 12:00                                                                                                 | Chivas Rayadas | 1:3 (0:0) | Bravos                                        | Estadio Jalisco, Guadalajara                                             |                                                                          |
| | H. Marín 80'   | Reporte   | R. Reyes 57' · E. Saldaña 65' · J. Chávez 87' | Asistencia: 100 espectadores Árbitro(s): Marco Antonio Hernández Ramírez | Asistencia: 100 espectadores Árbitro(s): Marco Antonio Hernández Ramírez |
| Pese a empatar 3-3 en el marcador global, Chivas Rayadas avanza a cuartos de final por su mejor posición en la tabla. |                |           |                                               |                                                                          |                                                                          |

| 29 de noviembre, 15:00 | Unión de Curtidores | 2:1 (1:1) | Ballenas Galeana | Centro Deportivo Andrómeda, León                                      |                                                                       |
|                        | J. Moreno 30', 71'  | Reporte   | D. Giachero 43'  | Asistencia: 400 espectadores Árbitro(s): César Alfredo Venegas García | Asistencia: 400 espectadores Árbitro(s): César Alfredo Venegas García |

| 2 de diciembre, 15:30                                                     | Ballenas Galeana             | 2:2 (0:0) | Unión de Curtidores | Estadio Mariano Matamoros, Xochitepec                         |                                                               |
|                                                                           | G. Bernal 67' · F. Bello 88' | Reporte   | J. Medina 48', 77'  | Asistencia: 300 espectadores Árbitro(s): Diego Montaño Robles | Asistencia: 300 espectadores Árbitro(s): Diego Montaño Robles |
| Con marcador global de 4-3, Unión de Curtidores avanza a cuartos de final |                              |           |                     |                                                               |                                                               |

| 28 de noviembre, 12:00 | Cachorros U. de G.  | 2:0 (1:0) | Murciélagos FC | Estadio Jalisco, Guadalajara                                           |                                                                        |
|                        | J. Hurtado 32', 86' | Reporte   |                | Asistencia: 200 espectadores Árbitro(s): Reinhold Enrique Ortiz Tienda | Asistencia: 200 espectadores Árbitro(s): Reinhold Enrique Ortiz Tienda |

| 1 de diciembre, 18:05                                                | Murciélagos FC                                   | 3:0 (1:0) | Cachorros U. de G. | Coloso del Dique, Guamúchil                                           |                                                                       |
|                                                                      | E. Cruz 33' · D. Villalpando 56' · L. García 62' | Reporte   |                    | Asistencia: 4,000 espectadores Árbitro(s): Luis Miguel Tapia González | Asistencia: 4,000 espectadores Árbitro(s): Luis Miguel Tapia González |
| Con marcador global de 3-2, Murciélagos FC avanza a cuartos de final |                                                  |           |                    |                                                                       |                                                                       |

| 28 de noviembre, 15:00 | Loros de Colima                    | 3:1 (1:1) | Dorados UACH | Estadio Olímpico Universitario de Colima, Colima                  |                                                                   |
|                        | J. Amador 42' · C. Macías 58', 80' | Reporte   | M. Loya 14'  | Asistencia: 500 espectadores Árbitro(s): Jesús Bisguerra Mendiola | Asistencia: 500 espectadores Árbitro(s): Jesús Bisguerra Mendiola |

| 1 de diciembre, 18:00                                                                                              | Dorados UACH        | 2:0 (0:0) | Loros de Colima | Estadio Olímpico de la UACH, Chihuahua                                |                                                                       |
| | H. Ledezma 47' (75) | Reporte   |                 | Asistencia: 1,000 espectadores Árbitro(s): Mario Humberto Vargas Mata | Asistencia: 1,000 espectadores Árbitro(s): Mario Humberto Vargas Mata |
| Pese a empatar 3-3 en el marcador global, Dorados UACH avanza a cuartos de final por su mejor posición en la tabla |                     |           |                 |                                                                       |                                                                       |

| 28 de noviembre, 19:00 | Tampico Madero  | 1:0 (1:0) | Cuautitlán | Estadio Tamaulipas, Tampico-Madero                                    |                                                                       |
|                        | C. Rodríguez 2' | Reporte   |            | Asistencia: 4,000 espectadores Árbitro(s): José Juan Contreras García | Asistencia: 4,000 espectadores Árbitro(s): José Juan Contreras García |

| 1 de diciembre, 12:00                                            | Cuautitlán                                                                              | 5:0 (2:0) | Tampico Madero | Estadio Alberto Pérez Navarro, Huixquilucan de Degollado          |                                                                   |
|                                                                  | O. Burciaga 28' · F. Iturbide 31' · A. Zacarías 49' · L. Vázquez 85' · S. San Román 87' | Reporte   |                | Asistencia: 200 espectadores Árbitro(s): Adonai Escobedo González | Asistencia: 200 espectadores Árbitro(s): Adonai Escobedo González |
| Con marcador global de 5-1, Cuautitlán avanza a cuartos de final |                                                                                         |           |                |                                                                   |                                                                   |

| 28 de noviembre, 15:00 | Real Cuautitlán | 1:3 (0:2) | Atlas B                                            | Estadio Los Pinos, Cuautitlán                                          |                                                                        |
|                        | J. Gurrola 77'  | Reporte   | E. Sánchez 2' · M. Barragán 44' · M. Rodríguez 68' | Asistencia: 500 espectadores Árbitro(s): Dennis Celerino Zaleta Cortez | Asistencia: 500 espectadores Árbitro(s): Dennis Celerino Zaleta Cortez |

| 1 de diciembre, 16:00                                         | Atlas B                                                         | 5:1 (2:1) | Real Cuautitlán | Estadio Alfredo "Pistache" Torres, Zapopan                      |                                                                 |
|                                                               | M. Barragán 24', 52' · E. García de León 35', 90' · D. Díaz 70' | Reporte   | F. Madrigal 33' | Asistencia: 150 espectadores Árbitro(s): Humberto Sánchez Reyna | Asistencia: 150 espectadores Árbitro(s): Humberto Sánchez Reyna |
| Con marcador global de 8-2, Atlas B avanza a cuartos de final |                                                                 |           |                 |                                                                 |                                                                 |

### Cuartos de final
| 5 de diciembre, 15:00 | Ocelotes UNACH | 1:1 (1:0) | Deportivo Tepic | Estadio Olímpico de Tapachula, Tapachula                             |                                                                      |
|                       | E. Félix 2'    | Reporte   | M. Nieblas 56'  | Asistencia: 3,000 espectadores Árbitro(s): Carlos Javier Ríos García | Asistencia: 3,000 espectadores Árbitro(s): Carlos Javier Ríos García |

| 8 de diciembre, 20:00                                                                                            | Deportivo Tepic | 1:1 (0:0) | Ocelotes UNACH | Arena Cora, Tepic                                                           |                                                                             |
| | O. Ledesma 62'  | Reporte   | M. Alba 91'    | Asistencia: 11,000 espectadores Árbitro(s): Marco Antonio Hernández Ramírez | Asistencia: 11,000 espectadores Árbitro(s): Marco Antonio Hernández Ramírez |
| Pese a empatar 2-2 en el marcador global, Deportivo Tepic avanza a semifinales por su mejor posición en la tabla |                 |           |                |                                                                             |                                                                             |

| 5 de diciembre, 15:00 | Unión de Curtidores | 1:0 (1:0) | Chivas Rayadas | Club Deportivo Andrómeda, León                                         |                                                                        |
|                       | J. Moreno 21'       | Reporte   |                | Asistencia: 400 espectadores Árbitro(s): Reinhold Enrique Ortiz Tienda | Asistencia: 400 espectadores Árbitro(s): Reinhold Enrique Ortiz Tienda |

| 8 de diciembre, 12:00                                                | Chivas Rayadas | 1:1 (1:0) | Unión de Curtidores | Estadio Jalisco, Guadalajara                                       |                                                                    |
|                                                                      | C. Zamora 8'   | Reporte   | H. Marín 47'        | Asistencia: 200 espectadores Árbitro(s): Jonathan Hernández Juárez | Asistencia: 200 espectadores Árbitro(s): Jonathan Hernández Juárez |
| Con marcador global de 2-1, Unión de Curtidores avanza a semifinales |                |           |                     |                                                                    |                                                                    |

| 5 de diciembre, 19:00 | Dorados UACH | 0:1 (0:1) | Murciélagos FC | Estadio Olímpico de la UACH, Chihuahua                         |                                                                |
|                       |              | Reporte   | M. Tovar 4'    | Asistencia: 1,000 espectadores Árbitro(s): Hernán Ramírez Díaz | Asistencia: 1,000 espectadores Árbitro(s): Hernán Ramírez Díaz |

| 8 de diciembre, 18:05                                        | Murciélagos FC              | 2:2 (0:1) | Dorados UACH                 | Coloso del Dique, Guamúchil                                     |                                                                 |
|                                                              | E. Cruz 53' · L. García 88' | Reporte   | M. Loya 10' · R. Holguín 90' | Asistencia: 3,000 espectadores Árbitro(s): Diego Montaño Robles | Asistencia: 3,000 espectadores Árbitro(s): Diego Montaño Robles |
| Con marcador global de 3-2, Murciélagos avanza a semifinales |                             |           |                              |                                                                 |                                                                 |

| 5 de diciembre, 16:00 | Atlas B               | 1:0 (1:0) | Cuautitlán | Estadio Jalisco, Guadalajara                                      |                                                                   |
|                       | E. García de León 36' | Reporte   |            | Asistencia: 100 espectadores Árbitro(s): Jesús Bisguerra Mendiola | Asistencia: 100 espectadores Árbitro(s): Jesús Bisguerra Mendiola |

| 8 de diciembre, 15:30                                       | Cuautitlán                                         | 3:1 (2:0) | Atlas B        | Estadio Hidalgo, Pachuca                                          |                                                                   |
|                                                             | O. Burciaga 15' · C. Valdez 45' · S. San Román 57' | Reporte   | O. Santoyo 86' | Asistencia: 200 espectadores Árbitro(s): Adonai Escobedo González | Asistencia: 200 espectadores Árbitro(s): Adonai Escobedo González |
| Con marcador global de 3-2, Cuautitlán avanza a semifinales |                                                    |           |                |                                                                   |                                                                   |

### Semifinales
| 12 de diciembre, 15:30 | Unión de Curtidores | 0:2 (0:1) | Deportivo Tepic                 | Estadio La Martinica, León                                         |                                                                    |
|                        |                     | Reporte   | G. Aguilar 35' · M. Nieblas 57' | Asistencia: 800 espectadores Árbitro(s): Jonathan Hernández Juárez | Asistencia: 800 espectadores Árbitro(s): Jonathan Hernández Juárez |

| 15 de diciembre, 20:00                                        | Deportivo Tepic                 | 2:0 (1:0) | Unión de Curtidores | Arena Cora, Tepic               |                                 |
|                                                               | E. Salazar 22' · M. Nieblas 70' | Reporte   |                     | Asistencia: 11,000 espectadores | Asistencia: 11,000 espectadores |
| Con marcador global de 4-0, Deportivo Tepic avanza a la final |                                 |           |                     |                                 |                                 |

| 12 de diciembre, 18:00 | Cuautitlán                                       | 3:2 (2:1) | Murciélagos FC                       | Estadio Hidalgo, Pachuca                                          |                                                                   |
|                        | O. Burciaga 8' · F. Iturbide 34' · A. Romero 71' | Reporte   | C. Rodríguez 7' · D. Villalpando 56' | Asistencia: 500 espectadores Árbitro(s): Jesús Bisguerra Mendiola | Asistencia: 500 espectadores Árbitro(s): Jesús Bisguerra Mendiola |

| 15 de diciembre, 18:15                                    | Murciélagos FC                 | 3:0 (3:0) | Cuautitlán | Coloso del Dique, Guamúchil                                     |                                                                 |
|                                                           | M. Tovar 6', 25' · E. Cruz 29' | Reporte   |            | Asistencia: 4,000 espectadores Árbitro(s): Diego Montaño Robles | Asistencia: 4,000 espectadores Árbitro(s): Diego Montaño Robles |
| Con marcador global de 5-3, Murciélagos avanza a la final |                                |           |            |                                                                 |                                                                 |

### Final
| 19 de diciembre, 20:05 | Murciélagos FC | 1:1 (1:0) | Deportivo Tepic | Coloso del Dique, Guamúchil                                          |                                                                      |
|                        | Agressot 11'   | Reporte   | Nieblas 74'     | Asistencia: 5,000 espectadores Árbitro(s): Jonathan Hernández Juárez | Asistencia: 5,000 espectadores Árbitro(s): Jonathan Hernández Juárez |

| 22 de diciembre, 20:00                                                      | Deportivo Tepic | 1:2 (0:0) | Murciélagos FC            | Arena Cora, Tepic                                                    |                                                                      |
|                                                                             | Cruz 52'        | Reporte   | Rodríguez 79' · Rojas 87' | Asistencia: 12,500 espectadores Árbitro(s): Adonai Escobedo González | Asistencia: 12,500 espectadores Árbitro(s): Adonai Escobedo González |
| Con marcador global de 2-3, Murciélagos es campeón del Torneo Apertura 2012 |                 |           |                           |                                                                      |                                                                      |

|                                   |
| Murciélagos FC Campeón 1º título. |